# Diadelia mimospinipennis
Diadelia mimospinipennis är en skalbaggsart som beskrevs av Stefan von Breuning 1962. Diadelia mimospinipennis ingår i släktet Diadelia och familjen långhorningar.
Artens utbredningsområde är Madagaskar. Inga underarter finns listade i Catalogue of Life.